# Habu
Habu é o nome dado a quatro espécies de cobras do género Trimeresurus, existentes nas Ilhas Riukyu do Japão. Estes animais pertencem à família Viperidae e, embora não sejam agressivos, são venenosos e potencialmente perigosos.